# Шапел ди Бар
Шапел ди Бар (фр. Chapelle-du-Bard) је насељено место у Француској у региону Рона-Алпи, у департману Изер.
По подацима из 2011. године у општини је живело 525 становника, а густина насељености је износила 18,75 становника/km².

## Демографија
| 1962. | 1968. | 1975. | 1982. | 1990. | 2011. |
| ----- | ----- | ----- | ----- | ----- | ----- |
| 378   | 351   | 314   | 295   | 346   | 525   |